# 河邊茉莉
河邊茉莉（Molly on the Shore）是澳洲作曲家帕西·葛人傑的作品之一。最常見的版本是由管樂團演奏，但也有管弦樂、弦樂四重奏、鋼琴等不同版本。最早的弦樂四重奏版本是完成於1907年，作為母親蘿絲（Rose）的生日禮物。而管樂版本要到1920年春天才完成。
河邊茉莉的旋律主要取自兩首不同的舞曲風愛爾蘭民謠。最常見的管樂版是由降B調豎笛獨奏引出主旋律，由不同樂器繼承、延展，最後再由降B調豎笛作結。全曲有強烈的節奏性、旋律性。

## 參照
- 帕西·葛人傑